# Antofagasta de la Sierra (departement)
Antofagasta de la Sierra is een departement in de Argentijnse provincie Catamarca. Het departement (Spaans:  departamento) heeft een oppervlakte van 28.097 km² en telt 1.282 inwoners.

## Plaatsen in departement Antofagasta de la Sierra
- Agua Caliente
- Aguas Blancas
- Antofagasta de la Sierra
- Antofalla
- Barrialto
- Calaste
- Corral Grande
- El Jote
- El Peñón
- Incahuasi
- La Cortaderita
- Laguna Grande
- Los Colorados
- Los Nacimientos
- Mariguaca
- Paycuqui
- Vega de la Laguna